# ورم قلبي ليفي
الورم القلبي الليفي هو ورم حميد نادر يصيب القلب ويحدث في الرضع والأطفال بشكل أساسي. تكون هذه الأورام في الأغلب منفردة، وصلبة، ورمادية اللون، وغير مغلفة بكبسولة، وتتكون من نسيج ضام ليفي سميك. المكان الأكثر شيوعًا للورم هو الجدار الفاصل البطيني أو جدار البطين الأيسر. تعتمد الأعراض على حجم الورم، وموقعه بالنسبة للجهاز الدوري، وما إذا كان يعيق جريان الدم. لا تظهر أي أعراض في ثلثي الأطفال المصابين بهذا الورم. يمكن علاج أعراض هذا الورم القلبي عن طريق الاستئصال الجراحي. يتلازم هذا الورم أحيانًا مع متلازمة جورلين. تعتبر الأورام القلبية الحميدة نادرة، كما أن 75% منها يظهر تحت المجهر في شكل حميد. نسبة حدوث الأورام الليفية القلبية هي 4-6% فقط، وهي نسبة أقل شيوعًا مقارنة بالأورام المخاطية 75% والأورام العضلية المخططة 5-10%.
يستلزم إجراء فحوصات جسدية وأشعة تصويرية للقلب وإجراء اختبارات متخصصة تقيّم القلب لأجل تشخيص هذا الورم. تعتبر الأورام الليفية القلبية أورامًا خلقية، وقد يساعد الفحص بالموجات فوق الصوتية قبل الولادة على اكتشافه في الجنين قبل ولادته. تعد الجراحة هي أفضل علاج للمصابين بالأورام الليفية القلبية. حيث يُزال الورم بالكامل خلال هذه الجراحة بواسطة الجراح. المآل العام للمرض جيد جدًا بإجراء الاستئصال الجراحي. سُجّلت 200 حالة من الأورام الليفية القلبية في الأدبيات الطبية. لا تزال عوامل الخطر غير معروفة، لكن من المعروف أن واحدًا من كل 30 مصابًا بمتلازمة جورلين مصاب بهذا الورم.

## العلامات والأعراض
الورم القلبي الليفي هو ورم بطيء النمو ويمكن أن يسبب عيوبًا في النقل الكهربائي للقلب وعدم انتظام نبضاته. يمكن رؤية بعض الأعراض إذا ما كان في الجدار البطيني الذي يفصل بين الغرف السفلية اليمنى واليسرى أو العضلات البطينية. يندر حدوث هذا الورم في الأذينين. في الأغلب يكون الورم واحدًا فقط، ومحددًا في مكانه، وشكله دائري، ومتوسط حجمه 5 سم. يصعب العثور على علامات وأعراض أحيانًا لدى 35% من الأفراد. يُشخّص الورم في مثل هذه الحالات بالصدفة خلال فحص طبي لشكوى طبية أخرى. قد يكون عند المريض أصوات قلب غير طبيعية مثل نفخة قلبية.
تكون العلامات والأعراض أكثر وضوحًا في 65% من الأفراد بسبب الحجم الكبير للورم. قد يكون هناك أيضًا انسداد لتدفق الدم وخاصة داخل أو خارج الصمامات. كما قد تتأثر وظيفة الصمامات مما يؤدي إلى فشل القلب. قد يظهر على المريض بعض الأعراض مثل زرقة البشرة (ازرقاق)، وعدم انتظام ضربات القلب العنيف، والدوخة، والإغماء، بالإضافة لتواجد بعض أعراض الانسداد الأخرى.

## السبب
لا يزال سبب حدوث الورم القلبي الليفي غير معروف أو غير مفسر. لوحظ أن بعض الحالات مرتبطة بمتلازمة جورلين، وهي اضطراب وراثي معقد يسبب تكوّن أورام في أجزاء مختلفة من الجسم. تُجرى دراسات حاليًا لتحديد العوامل المسببة له ذات الصلة.

## الآلية
لا تزال الآلية المسببة للورم القلبي الليفي غير واضحة. تحتوي الأورام الليفية على كتلة متجانسة من الخلايا الليفية المختلطة بكمية كبيرة من الكولاجين والألياف المرنة. تعتبر هذه الكتل نمو متوسطي، ولكنها تفتقر إلى العناصر المتوسطية الأخرى مثل الأوعية الدموية وغضاريف العظم والعضلات. تتواجد ألياف عضلية قلبية وسط هذه الخلايا غالبًا، وهي الخلايا العضلية المكونة لعضلة القلب. يتناقص عدد الخلايا في هذا الوقت، بينما تتزايد كمية الكولاجين.  ينمو الورم القلبي الليفي ببطء وينتج عنه تأثيرات جسدية ضارة. ويحدث ذلك عن طريق الاختراق واستبدال العضلات القلبية والبروز داخل تجويف القلب. تحدث هذه الأورام عادة في الجدار الأمامي للبطين الأيسر أو الحاجز البطيني ونادرًا البطين الأيمن. تبرز الأورام الليفية الكبيرة في تجويف غرف القلب وهذا يؤدي إلى تأثيرها على وظائف صمامات القلب والتدفق الدموي خلال القلب. قد يؤدي الورم إلى التشخيص الخاطئ بالتضيق تحت الأبهر الخلقي إذا سد البطين الأيسر. كما يمكن أن يسبب فشل القلب الاحتقاني الشديد. قد يصبح الورم القلبي الليفي منطقة تجمع للخلايا اللمفاوية والخلايا الوحيدة، كما يمكن أن يصبح منطقة تكلس تظهر في الأشعة السينية على الصدر أو الأشعة المقطعية. قد تسبب أحجام هذه التجمعات وأماكنها أعراضًا سريرية. تسبب الأورام الليفية عدم انتظام ضربات القلب البطيني واضطرابات في التوصيل التي قد تصبح قاتلة وتسبب الوفاة المفاجئة.

## التشخيص
يلزم إجراء هذه الفحوصات التالية لأجل تشخيص الورم القلبي الليفي:
- أخذ التاريخ الطبي للعائلة والفحص الجسدي الشامل الذي يشمل فحص القلب. من المهم للغاية الاهتمام بأصوات القلب غير الطبيعية في هذا الفحص.
- تخطيط صدى القلب: وهو أداة التشخيص الأفضل لأنه يُمكن بواسطته تقييم شكل وموقع ومدى الورم. كما يمكن تحديد درجة انسداد المسار الدموي الناتج عن الورم.
- التصوير بالرنين المغناطيسي والتصوير المقطعي المحوسب للقلب.
- رسم القلب الكهربائي: يستخدم لقياس النشاط الكهربائي للقلب والكشف عن اضطراب ضربات القلب.
- فحوصات الفيزيولوجيا الكهربية لقلب المرضى: لتحديد مصدر اضطراب ضربات القلب.
- تصوير الموجات فوق الصوتية دوبلر: لقياس سرعة واتجاه سريان الدم من موجات الصوت.
- خزعة نسيجية: يفحص أخصائي علم الأمراض الخزعة تحت المجهر ليحدد التشخيص النهائي. يعد هذا هو المعيار الذهبي للوصول إلى تشخيص قاطع. تُفحص عينات الخزعة باستخدام صبغات الهيماتوكسيلين والأيوسين.

## العلاج
العلاج الشائع للورم القلبي الليفي هو الاستئصال الجراحي. تتطلب إزالة هذه الأورام إجراء عملية قلب مفتوح. يزيل الجراح في العملية الورم والأنسجة المحيطة به لتقليل خطر عودة الورم لاحقًا. يُستخدم جهاز القلب والرئتين كبديل لهما لأن الجراحة معقدة وتتطلب أن يكون القلب ساكنًا. تتراوح فترة الشفاء ما بين 4 إلى 5 أيام في المستشفى و6 أسابيع ككل. يُجرى تخطيط صدى القلب كل عام للتأكد من عدم وجود الورم أو أي مضاعفات جديدة أخرى.
يتم النظر في فكرة إجراء زرع قلب إذا كانت الجراحة ليست متاحة. كما يوصى بالمراقبة والفحوصات المستمرة لمتابعة الحالة. تُعطى الأدوية المناسبة في حالات اضطراب ضربات القلب للتأكد من استقرار الحالة قبل التفكير في العلاج الجراحي. كانت هناك نتائج ممتازة للأفراد الذين خضعوا لجراحة لإزالة الورم. سيتمتع المرضى بحياة خالية من المرض إذا استؤصل الورم بالكامل. أما إذا لم يُستأصل بالكامل، فسوف يعاود النمو وستظهر الأعراض مجددًا.

## الأبحاث

### فحص الأدبيات الطبية عن إحصائيات وباثولوجيا الورم القلبي الليفي
مسح الباحثون خلال هذه الدراسة قواعد بيانات الأدبيات الطبية للعثور على العوامل التي تتوقع النتائج الوخيمة والتي تؤدي إلى الموت في الأورام القلبية الليفية. وجد الباحثون أن المرضى الذين لم ينجوا كانوا أصغر سنًا بكثير من أولئك الذين نجوا. تشير هذه النتائج إلى أن الأفراد الأصغر سنًا الذين شُخّصوا بالورم القلبي الليفي مرتبطون بعواقب سيئة للمرض. كما لم يجدوا فرقًا كبيرًا بين الحد الأقصى لقطر الورم في مختلف الفئات العمرية. برغم أن الأفراد الأصغر سنًا لديهم قلوب أصغر، إلا أن كبر حجم الورم بالنسبة إلى القلب قد يؤدي إلى انخفاض في الدم الخارج من القلب وهو ما يؤدي إلى نتائج سيئة. كشفت الأدبيات أنه شُخّص 18 من أصل 178 مريضًا بالورم القلبي الليفي خلال فترة ما قبل الولادة أو بعد الولادة مباشرة، وهو ما أدى إلى وجود حجم ثابت للورم بغض النظر عن عمر الطفل. وتشير هذه النتائج إلى أن الورم القلبي الليفي قد يكون اضطرابًا خلقيًا.

### استئصال جراحي ناجح لورم قلبي ليفي كبير في طفلة عديمة الأعراض
خضعت فتاة عمرها 3 أعوام وبدون أعراض لعملية جراحية ناجحة لاستئصال ورم قلبي ليفي كبير. كانت تعاني من سعال متكرر مما أدى إلى إجرائها أشعة على الصدر. عُثر على جسم في داخل القلب في تخطيط صدى القلب وتم تأكيد ذلك لاحقًا بتصوير الرنين المغناطيسي. تمت مراقبتها لمدة 24 ساعة ووجد أن نظمها الجيبي طبيعي. كانت أبعاد الجسم 38×28 مم في المنطقة القمية للبطين الأيسر. تم التوصية بإجراء عملية جراحية لاستئصال الجسم بسبب خطر عدم انتظام ضربات القلب البطيني والموت القلبي المفاجئ. أُجريت الجراحة بنجاح وتمكنوا من إزالة الورم بالكامل دون أي مضاعفات. أظهرت تقييمات المتابعة بعد ستة أشهر ثم بعد سنة أن المريضة في صحة جيدة ولا توجد أي دلالات على عودة الورم مرة أخرى. لا يزال هناك جدل حول أهمية الجراحة بالنسبة للمرضى المصابين بهذا الورم ولا تظهر عليهم أي أعراض، لأن هذه الأورام تميل للنمو لاحقًا. لذا فإن الاستئصال الجراحي سيكون أهم توصية للمرضى في مثل هذه الحالة.

### تجربة مركز مع أورام القلب الأولية
أجرى قسم جراحة القلب بمستشفى الأطفال في الصين دراسة لتحليل الخصائص والنتائج المختلفة للمرضى الأطفال الذين عولجوا من أورام القلب الأولية في مستشفاهم. وجدوا أنه كان لديهم ستة عشر مريضًا يعانون من أورام القلب الأولية بين سن 1-13 سنة. شُخّص جميع المرضى عن طريق تخطيط صدى القلب، والرنين المغناطيسي، والتصوير المقطعي المحوسب. ونتيجة لذلك، تمكنوا من إزالة هذه الأورام بنجاح من 15 مريضًا باستخدام المجازة القلبية الرئوية، في حين أُجري استئصال جزئي في مريض واحد فقط. توفي مريض واحد أثناء الجراحة للأسف بسبب متلازمة انخفاض النتاج القلبي في اليوم الخامس بعد العملية. أظهر الفحص الباثولوجي للأورام القلبية أن الورم العضلي المخطط هو الورم الأكثر شيوعًا في الأطفال، يليه الورم المخاطي، ثم الورم الليفي، إلخ. وُجد أن معدلات الإصابة بأورام القلب العضلية المخططة والأورام الليفية كانت أكثر في الرضع، وكان الورم المخاطي أكثر حدوثًا في الأطفال الأكبر سنًا.